# Gnophomyia subarcuata
Gnophomyia subarcuata är en tvåvingeart som beskrevs av Alexander 1946. Gnophomyia subarcuata ingår i släktet Gnophomyia och familjen småharkrankar. Inga underarter finns listade i Catalogue of Life.